# Personaggi di Mirai nikki
Questa è la lista dei personaggi della serie Mirai nikki di Sakae Esuno.

## I tredici possessori

### Yukiteru Amano
Yukiteru Amano (天野 雪輝?, Amano Yukiteru) è il protagonista della serie insieme a Yuno Gasai. È il Primo Possessore. È proprietario del Diario Indiscriminante, che gli permette di conoscere ogni fatto significativo che accadrà intorno a lui. È un ragazzo di 14 anni chiuso in sé stesso e insicuro; preferisce avere poche relazioni con i compagni di classe, registrando passivamente tutto ciò che accade attorno a lui sul suo cellulare. I suoi genitori sono divorziati, e lui vive da solo con la madre, Rea Amano. Viene sempre chiamato "Yukki" da Yuno. 
Quando è casa si rifugia in una sorta di mondo parallelo comandato da Deus Ex Machina, il Dio della Casualità. Convinto che il mondo di Deus sia frutto della sua immaginazione, Yukiteru scopre invece che è tutto reale e che lo stesso Deus ha organizzato un gioco fra i proprietari dei Diari del Futuro, di cui anche lui fa parte essendo possessore del Diario Indiscriminante.
Nel primo mondo, Yukiteru e Yuno rimangono gli ultimi possessi di un Diario del Futuro, decidendo poi di suicidarsi per non essere costretti a vivere l'uno senza l'altra; in realtà, quella di Yuno è solo una finta (vedi nel dettaglio nella descrizione di Yuno Gasai). 
Nel secondo mondo, diventato Dio dopo la morte di Yuno, Yukiteru vive da solo con Murumuru e continua a guardare il suo diario attendendo invano nuove predizioni, finché la Yuno del terzo mondo non riesce a entrare nel secondo e a trovarlo.
Nel terzo mondo, Yukiteru non conosce Yuno, vive felice con la sua famiglia, i suoi genitori non hanno mai divorziato, ed è fidanzato con la sua amica Moe Wakaba.
È doppiato da Misuzu Togashi.

### Yuno Gasai
Yuno Gasai (我妻由乃?, Gasai Yuno) è la co-protagonista della serie assieme a Yukiteru Amano. È il Secondo Possessore dei Diari del Futuro e ha 14 anni. Ha i capelli rosa, lunghi fino alla schiena, mentre i suoi occhi sono tra il rosso e il rosa. Yuno è proprietaria del Diario di Yukiteru, che le permette di sapere tutto quello che accadrà al Primo Possessore, cioè Yukiteru, a intervalli di 10 minuti. Sa inoltre maneggiare perfettamente qualsiasi tipo di arma e riesce a sconfiggere avversari anche più forti di lei. 

Yuno Gasai, co-protagonista di Mirai nikki - Future Diary

La personalità di Yuno è molto ambigua e volubile. Per la maggior parte del tempo, Yuno si mostra come una ragazza dolce, femminile, timida, romantica e sognatrice, soprattutto in presenza di Yukiteru, di cui si dichiara innamorata sin dal primo episodio. Tuttavia, se qualcosa va diversamente da come programmato, la personalità di Yuno cambia, arrivando a essere una ragazza spietata, sanguinaria, psicopatica, fredda e calcolatrice, che non si fa alcun problema a usare gli altri per i suoi scopi, per proteggere sé stessa e il suo amato Yukiteru. 

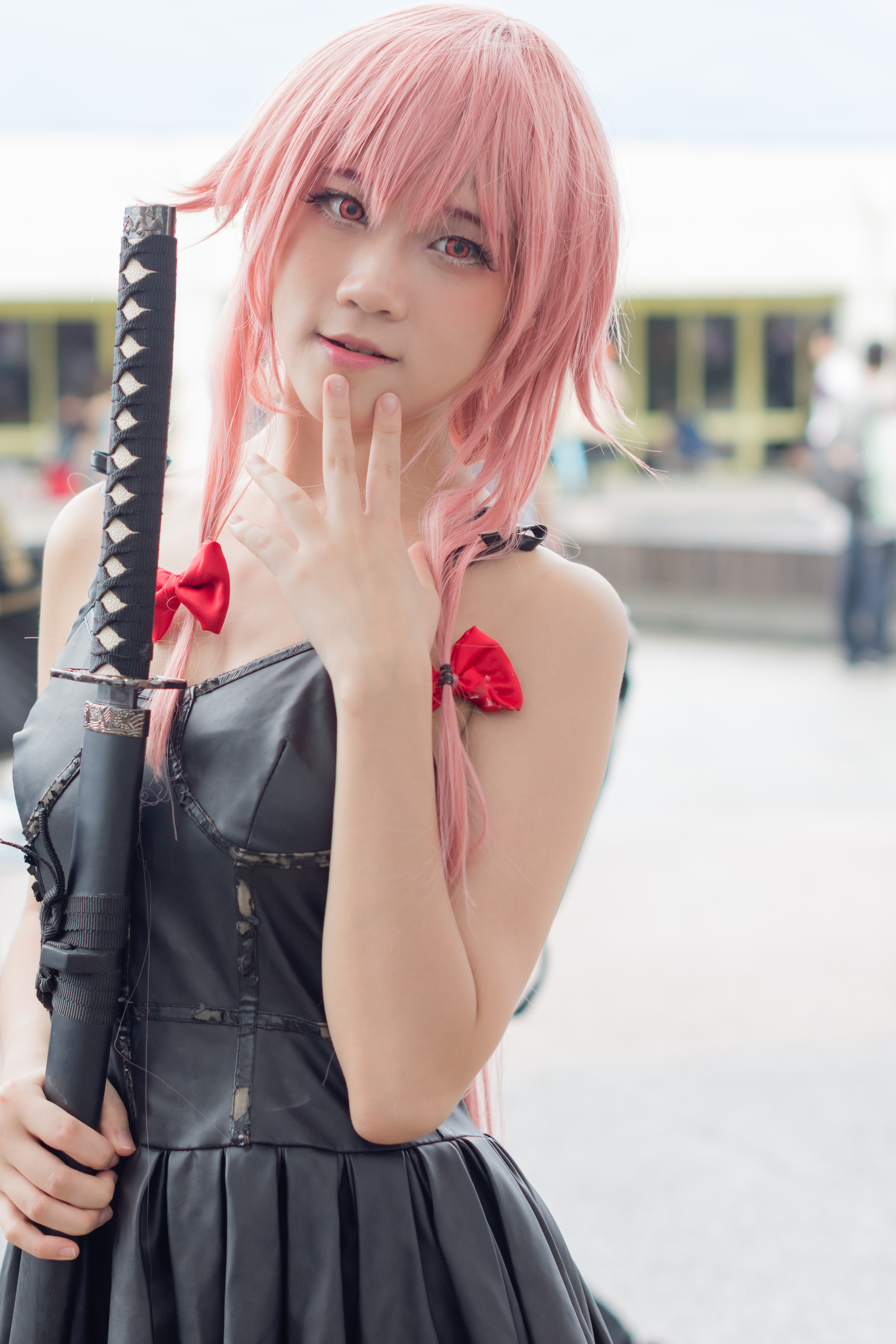
Cosplayer di Yuno Gasai nel 2017

Yuno fu abbandonata in un orfanotrofio quando era una neonata, e in seguito fu adottata da Ushio e Saika Gasai, entrambi provenienti da famiglie di banchieri. Non è chiaro chi l'abbia abbandonata, né se i suoi veri genitori siano ancora vivi. I primi anni di vita di Yuno furono felici e spensierati come quelli di qualsiasi bambina della sua età, fino a quando i coniugi Gasai iniziarono ad avere gravi problemi di soldi. Ushio lavorava fino a tardi per guadagnare di più, interagendo così a malapena con la figlia adottiva e la moglie; e Saika iniziò a maltrattare la piccola Yuno nel tentativo di renderla perfetta sotto ogni aspetto. Per raggiungere questo scopo, la donna rinchiudeva la figlia in una gabbia impedendole di mangiare, bere o andare in bagno, tenendola sempre d'occhio; arrivò persino ad alimentarla con materiali non commestibili. Incapace di sopportare ulteriormente gli abusi, Yuno approfittò di una distrazione dei genitori per rinchiuderli nella gabbia al posto suo, cercando di far capire loro cosa avesse provato ogni volta che si ritrovava lì dentro. Tuttavia, inconsciamente, Yuno cominciò a trascurare i genitori, che tempo dopo morirono di fame. Ciò accadde due anni prima dell'inizio della serie, quando Yuno aveva solo 12 anni. Traviata dagli abusi, Yuno continuò a tenere i cadaveri in casa e a parlare con loro come se fossero ancora vivi, forse per lenire il senso di colpa che provava per averli trascurati. Da tutta questa serie di eventi si sviluppò la sua personalità violenta.
Un giorno, rimasta a scuola assieme a Yukiteru per completare un questionario su cosa volessero fare in futuro, dopo aver parlato con lui e avergli promesso che un giorno sarebbe diventata sua moglie, Yuno fece del ragazzo il suo pilastro di salvezza, aggrappandosi a quel sogno con tutte le forze per non sprofondare completamente nella disperazione e nella pazzia. 
Come si scoprirà in seguito, la Yuno che appare nel corso della serie non è quella "originale", ma la Yuno del primo mondo, giunta nel secondo per vivere con Yuki la loro storia d'amore; dopo aver ucciso la sua controparte e nascosto il cadavere in casa, ne ha preso il posto per poter stare accanto a Yukiteru. Nel primo mondo, lei e Yukki erano rimasti gli unici possessori ancora in vita di un Diario del Futuro, e avevano quindi deciso di suicidarsi con del veleno per non dover vivere senza l'altro. Tuttavia, Yuno finse solo di ingoiare il veleno, rimanendo così l'unico possessore e diventando il nuovo Dio, allo scopo di poter riportare in vita il suo amato. Ma nemmeno Dio può riportare in vita i morti, e quindi Yuno, disperata, aveva creato una seconda dimensione nel passato per poter ricominciare tutto da capo. Ecco quindi che era tornata in questo "secondo mondo" dove aveva ucciso la sua alter ego e ne aveva preso il posto. 
Quando anche nel secondo mondo Yuno e Yukiteru rimangono gli ultimi possessori ancora in vita dovendo, quindi, uccidersi a vicenda, Yuno decide di creare un "terzo mondo", per uccidere nuovamente la Yuno che abita in quella dimensione e prendere il suo posto, continuando a creare nuovi mondi all'infinito in modo da rimanere sempre accanto a Yukiteru. Ma la Yuno del primo mondo, intenta a uccidere la Yuno del terzo, viene fermata proprio da Yukiteru. Dopodiché, Yuno si suicida, e Yukiteru diventa Dio del secondo mondo. Tuttavia, dopo la morte della Yuno del primo mondo, Murumuru estrae i ricordi della defunta e li dona alla Yuno del terzo mondo, che vive felicemente con i suoi genitori adottivi, i quali non hanno mai avuto problemi di soldi e non hanno mai abusato di lei. Quando Murumuru le dà i ricordi della prima Yuno, la ragazza decide di andare nel secondo mondo per incontrare Yukiteru. Da quel momento rimane sempre con lui.
È doppiata da Tomosa Murata.

### Takao Hiyama
Takao Hiyama (火山 高夫?, Hiyama Takao) è il Terzo Possessore, nonché il professore d'inglese dei due protagonisti. È il primo a raggiungere la Dead End. Takao è proprietario del Diario del Killer, con scova cui i nascondigli delle sue vittime, che uccide con un enorme pugnale. Il suo diario viene rotto da una freccetta di Yukiteru. 
Nel terzo mondo Takao non è morto, ma si trova in prigione dopo essere stato arrestato da Dodicesimo. 
È doppiato da Jin Domon.

### Keigo Kurusu
Keigo Kurusu (来須 圭悟?, Kurusu Keigo) è il Quarto Possessore. È proprietario del Diario dell'Investigatore, che gli permette di sapere ogni crimine che accadrà nella città di Sakurami. Commissario di polizia, ha un figlio malato e vuole diventare Dio proprio per riuscire a salvarlo. Dopo aver aiutato Yukiteru, si suicida distruggendo il proprio diario, ma prima fa promettere a Nono di prendersi cura di suo figlio. 
Nel terzo mondo Keigo non si è mai suicidato e vive felicemente con la moglie e il figlio, dimesso dall'ospedale. 
È doppiato da Masahiko Tanaka.

### Reisuke Hōjō
Reisuke Hōjō (豊穣 礼佑?, Hōjō Reisuke) è il Quinto Possessore. È un bambino di 5 anni ed è proprietario dell'Hyper Vision, un diario che ha la forma di un quaderno da disegno e che mostra cosa accadrà nelle tre principali fasi del giorno: mattina, pomeriggio e sera. I suoi genitori sono stati uccisi durante l'incidente dell'Occhio Sacro, e desidera ardentemente vendicarli. Otterrà ciò che desidera grazie all'involontario intervento della madre di Yukiteru, che lo inviterà a stare da loro per qualche giorno. Dopo un gioco mortale con Yukiteru e Yuno, verrà accoltellato da quest'ultima. 
Nel terzo mondo Reisuke vive felicemente con i suoi genitori, mai morti, dato che l'incidente dell'Occhio Sacro non è mai avvenuto; qui, diventerà aiutante di Akise. 
È doppiato da Asami Sanada.

### Tsubaki Kasugano
Tsubaki Kasugano (春日野 椿?, Kasugano Tsubaki) è il Sesto Possessore. È una ragazza di 14 anni a capo della Setta del Sacro Occhio. Ha vissuto un'infanzia difficile: dopo la morte dei suoi genitori in un incidente stradale (un membro della setta mise una bomba nel cofano della loro macchina), venne violentata di continuo dai suoi adepti in nome della loro fede. È la proprietaria del Diario della Chiaroveggenza, che ha la forma di un rotolo di pergamena e che le permette di vedere tutto ciò che vedono o fanno i suoi seguaci. Inganna Yukiteru fingendosi indifesa per salvarsi dall'attacco congiunto di Yuno e del Dodicesimo, per poi tentare di uccidere i due ragazzi. Uccide Minene ma viene uccisa a sua volta da una freccetta di Yukiteru, che colpirà il suo diario. Il Diario della Chiaroveggenza, insieme a quello del Quarto e dell'Undicesimo, è in grado di bloccare quello del Nono. 
Nel terzo mondo Tsubaki vive insieme ai suoi genitori, mai morti nell'incidente, ed è innamorata di Akise, anche se non ricambiata. 
È doppiata da Eri Sendai.

### Ai Mikami e Marco Ikusaba
Ai Mikami (美神 愛?, Mikami Ai) e Marco Ikusaba (戦場 マルコ?, Ikusaba Maruko) sono i Settimi Possessori. Orfani della Casa della Mamma, sono i proprietari del Diario dello Scambio, che permette loro di vedere il futuro del partner. Insieme, corrispondono entrambi alla figura del Settimo. Marco venne abbandonato quando era un bambino, e incontrò Ai quando fu abbandonata alla torre Sakurami. Da quel momento non si sono più separati. Ai muore per una ferita alla gola causata da Yuno, e Marco per una trave conficcata nell'addome. Ai e Marco Posseggono altri due diari concessi loro dall'Ottavo, la direttrice dell'orfanotrofio: Marco possiede il Diario del Lottatore Imbattibile, che gli permette di predire il modo migliore di schivare un colpo e operare un contrattacco, mentre Ai possiede il Diario del Flirt, che le permette di avere informazioni su persone con cui flirterà in futuro. 
Nel terzo mondo Ai e Marco sono sposati, e stanno per diventare genitori. 
Sono doppiati rispettivamente da Natsuko Kuwatani e Tomokazu Seki.

### Kamado Ueshita
Kamado Ueshita (上下 かまど?, Ueshita Kamado), è l'Ottavo Possessore. È proprietaria del Diario della Moltiplicazione, che permette a persone esterne di ottenere il potere di leggere il futuro a seconda di come aggiornino il proprio diario. Esso permette inoltre la creazione di infiniti apprendisti possessori, ovvero persone in possesso di un Diario del Futuro fasullo. Direttrice dell'orfanotrofio Casa della Mamma, farà parte di un attentato organizzato da Yuno e Yukiteru per uccidere l'Undicesimo; ma, poiché il piano iniziale prevedeva di uccidere anche lei, alla fine Kamado verrà salvata dall'Undicesimo stesso. Verrà poi portata dall'Undicesimo in un laboratorio dove dovrà creare diari fasulli per tutta la città tramite Diario della Moltiplicazione. Alla fine, verrà uccisa da Yuno con una pugnalata. 
Nel terzo mondo Kamado vive felicemente insieme agli orfani ed esce con John Bacchus. 
È doppiata da Hiromi Konno.

### Minene Uryuu
Minene Uryuu (雨流 みねね?, Uryū Minene) è il Nono Possessore. È proprietaria del Diario della Fuga, che le permette di sapere in anticipo una sua possibile via di fuga. È inoltre protagonista dello spin-off Mirai nikki: Mosaic. È una terrorista specializzata in attentati dinamitardi: attacca la scuola di Yukiteru nel tentativo di ucciderlo, perdendo un occhio e uccidendo molti studenti e insegnanti. Dopo essere fuggita dalla scuola minacciata da Quarto, viene catturata dal Dodicesimo e sottoposta a tortura. Verrà poi liberata da Kurusu, che stringerà un patto con lei per proteggere Yukiteru. Minene una volta credeva in Dio, ma dopo una violenta guerra, avvenuta quando aveva 8 anni, in cui i suoi genitori furono uccisi, cominciò a vivere per strada, e per sopravvivere cominciò a rubare, sviluppando un odio profondo verso Dio. Nonostante sembri una donna sadica e crudele, in realtà è molto gentile e premurosa. Ciò è dimostrato sia dal fatto che le dichiarazioni d'amore di Nishijima la imbarazzano, sia dal fatto che salva Yukiteru e gli dà consigli per affrontare il Settimo. Sconfigge Murumuru (trasformata in dea grazie alla corona di Deus Ex Machina).
Nel terzo mondo Minene è sposata con Nishijima e insieme hanno avuto due bambini. 
È doppiata da Mai Aizawa.

### Karyuudo Tsukishima
Karyuudo Tsukishima (月島 狩人?, Tsukishima Karyūdo) è il Decimo Proprietario, possiede un allevamento di cani ed è uno spietato serial killer. È proprietario del Diario dell'Allevatore, che gli permette di sapere ciò che fanno i suoi cani. Per tutta la sua vita ha sempre considerato i cani superiori agli umani, trattandoli come figli e ignorando la sua vera figlia, Hinata. Dopo che gli viene negato di "passare" la proprietà del suo diario a tre persone sconosciute, darà il diario a Hinata (affidandole così la sua stessa vita), aiutandola nella messinscena per uccidere Yukiteru. Sarà ucciso dal Quarto con un colpo di pistola alla testa. 
Nel terzo mondo vive felicemente insieme alla figlia e ai suoi cani. 
È doppiato da Hirokazu Hiramatsu.

### John Bacchus
John Bacchus (ジョン バックス?, Jon Bakkusu) è l'Undicesimo Possessore e sindaco di Sakurami, nonché ideatore, assieme a Deus, dei Diari del Futuro e del Survival Game. È proprietario di The Watcher, che gli fornisce il potere di scrutare i diari degli altri possessori, compresi i diari fasulli creati da Kamado Ueshita. Il suo sogno è quello di poter creare Diari del Futuro per tutta la città. Viene ucciso da Yuno. 
Nel terzo mondo John cerca di rendere Sakurami un posto migliore. Si frequenta spesso con Kamado. 
È doppiato da Takaya Hashi.

### Yomotsu Hirasaka
Yomotsu Hirasaka (平坂 黄泉?, Hirasaka Yomotsu) è il Dodicesimo Proprietario. È un ragazzo cieco, amante dei "combattenti in costume" (Super Sentai). È proprietario del Diario della Giustizia, che gli mostra le cattive azioni che accadranno; inoltre, con il suo diario può anche ipnotizzare le persone. Aiuterà Uryuu Minene a fuggire dalla polizia e le curerà l'occhio, solo per poterla poi catturare e torturare per scoprire il nome del Primo. Tenterà di uccidere il Sesto nel Tempio del Sacro Occhio, ma sarà ucciso da Yuno. 

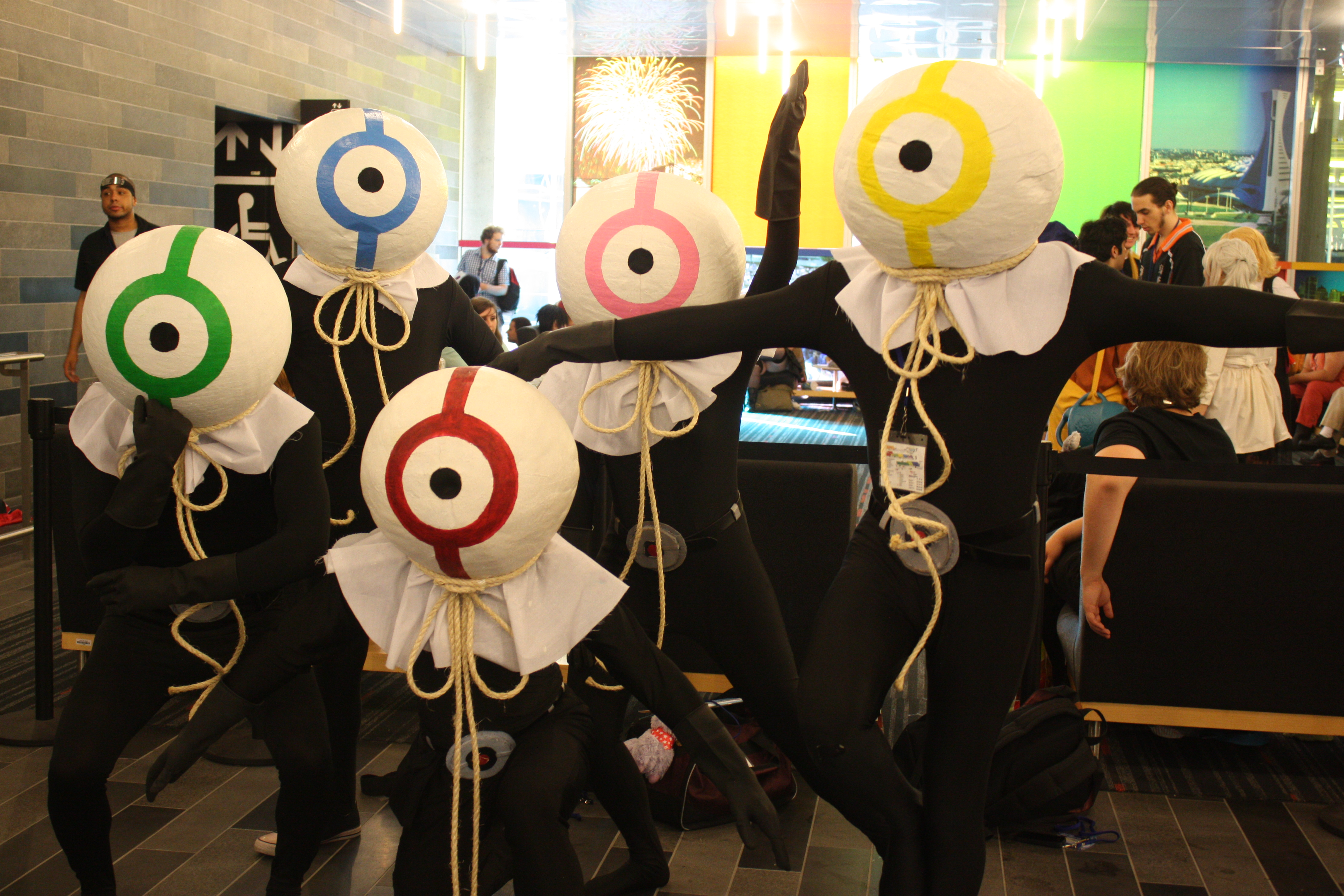
Cosplayer di Yomotsu Hirasaka (in basso a destra, vestito di rosso), assieme a quattro membri della Setta del Sacro Occhio nel 2014

Nel terzo mondo Yomotsu vive felicemente assieme alla moglie. 
È doppiato da Yoshihisa Kawahara.

### Azami Kirisaki
Azami Kirisaki (霧崎あざみ?, Kirisaki Azami) è un personaggio esclusivo della visual novel 未来日記 -13人目の日記所有者?, Mirai Nikki: 13-nin-me no Nikki Shoyūsha e del suo remake. Vuole uccidere il terzo possessore, Takao Hiyama, dopo che ha attaccato e mandato sua sorella all'ospedale. È proprietaria del ビデオ日記?, Bideo Nikki, una videocamera che prevede quello che filmerà prima di farlo.
È doppiata da Yū Asakawa.

## Altri personaggi

### Aru Akise
Aru Akise (秋瀬 或?, Akise Aru) è definito "Il più potente dei NON Possessori". È un detective che per primo scopre l'identità di Decimo, Karyuudo Tsukishima. Verso la fine del gioco, grazie al Diario della Moltiplicazione dell'Ottavo, riceverà anche lui un diario, il Diario del Detective, che gli permette di sapere cosa faranno gli altri proprietari di un Diario del Futuro. Alla fine si scoprirà che era stato creato da Deus per avere informazioni sui possessori e anche che è innamorato di Yukiteru; per questo, verrà ucciso da Yuno. 
Nel terzo mondo, Reisuke diventerà suo assistente; Aru esce spesso con Kosaka, Hinata e Mao, e Tsubaki è innamorata di lui, anche se a lui non interessa. 
È doppiato da Akira Ishida.

### Azami Kirisaki
Azami Kirisaki (霧崎あざみ?, Kirisaki Azami) è il Tredicesimo Proprietario. Appare esclusivamente nella visual novel per PSP, Mirai nikki: 13-nin-me no Nikki Shoyūsha (未来 日記 -13 人 目 の 日記 所有者? lett. "Il diario del futuro: Il 13° proprietario del diario"). Ha cercato di uccidere Takao Hiyama dopo aver attaccato e aver fatto ricoverare in ospedale la sorella gemella Kasumi. È proprietaria del Diario Video, una videocamera che prevede che cosa farà prima di filmare. 
È doppiata da Yū Asakawa.

### Ouji Kosaka
Ouji Kosaka (高坂 王子?, Kōsaka Ōji) è un compagno di classe di Yukiteru che in passato lo infastidiva, ma che in seguito è diventato suo amico. È proprietario di un Diario fasullo, il Diario del Re di Kosaka, che segna tutti i trionfi che Kosaka raggiungerà in futuro. La sua utilità è tuttavia limitata, visto che Kosaka vede tutto ciò che fa come un grande trionfo personale. Un altro grave difetto del suo diario è che registra solo quando Kosaka avrà successo e quindi non aggiornerà se fallirà. Viene ucciso da Yukiteru.
Nel terzo mondo è visto spesso in compagnia di Karyuudo, Hinata e Mao. 
È doppiato da Minoru Shiraishi.

### Hinata Hino
Hinata Hino (日野 日向?, Hino Hinata) è un'amica di Yukiteru. Suo padre è Karyuudo Tsukishima, il Decimo Possessore. Anche se inizialmente tenta di uccidere Aru Akise, rivela poi che era stato il padre ad averla costretta, dicendole che se l'avesse fatto sarebbero tornati una famiglia felice (promessa poi rivelatasi una bugia). Dopo la morte di suo padre, Hinata aiuta Yukiteru quando possibile. È proprietaria di un Diario fasullo, il Diario dell'Amicizia, che prevede le azioni dei suoi amici. Viene uccisa da Yukiteru dopo un tentativo fallito di convincerlo del fatto che, anche se fosse diventato Dio, non avrebbe potuto far tornare in vita i genitori. 
Nel terzo mondo è vista in compagnia del padre e degli amici. 
È doppiata da Yuki Matsuoka.

### Mao Nonosaka
Mao Nonosaka (野々坂 まお?, Nonosaka Mao) è un'amica di Yukiteru. È una ragazza tranquilla e cortese che fotografa costantemente le cose intorno a lei, anche se le sue foto si concentrano principalmente su Hinata. È innamorata di Hinata e farebbe qualsiasi qualcosa per lei. È proprietaria di un Diario fasullo, il Diario Amore-Amore di Hinata, che le permette di prevedere il futuro di Hinata in modo simile a quello con cui Yuno predice il futuro di Yukiteru. Viene uccisa da Yukiteru. 
Nel terzo mondo si vede in compagnia di Aru, Kosaka e Hinata. 
È doppiata da Yukana.

### Orin Miyashiro
Orin Miyashiro (宮代 お鈴?, Miyashiro Orin) era un membro del culto di Tsubaki e amica di Ai. Dopo l'incidente cultuale di Omekata, viene considerata l'assistente di Kamado. È proprietaria di un Diario fasullo, il Diario dell'Orfanotrofio, che prevede le azioni degli orfani di Kamado. Viene decapitata da Yuno. 
È doppiata da Etsuko Kozakura.

### Tarou Nanba
Tarou Nanba (難波 太郎 "たー君"?, Nanba Tarō "Tà-kun") è uno degli orfani di Kamado. È molto determinato a far sì che Kamado vinca il gioco di sopravvivenza, perché pensa che lei possa creare un mondo migliore per gli orfani. È proprietario di un Diario fasullo, il Diario di Copia, che può riflettere le capacità di altri diari. È molto amico di Ai e Marco. Viene ucciso da Yuno, 
È doppiato da Naomi Shindō.

### Ryuji Kurosaki
Ryuji Kurosaki (黒崎 竜司?, Kurosaki Ryuuji) è il segretario del sindaco della città di Sakurami. È il proprietario di un Diario fasullo, il Diario del Segretario, che registra tutte le azioni del sindaco. Nel manga viene ucciso da Bacchus, mentre nell'anime da Minene. 
È doppiato da Tetsu Inada.

### Murumuru
Murumuru (ムルムル?, Murumuru) è la serva di Deus Ex Machina, definita da Yukiteru "L'ultima ruota del carro". A lei è stato affidato il compito di dare i diari ai vari possessori. Molte volte modifica il futuro per trarne vantaggio. Nonostante il suo aspetto carino è in realtà malvagia, ambiziosa e superba. Infatti dopo essere diventata dea uccidendo Deus sotto l'influenza della sua corona afferma la sua superiorità su tutti, anche sullo stesso Deus. Viene in seguito sconfitta da Minene.
Nell'ultimo episodio si scopre che esiste un quarto mondo dove Murmuru è riuscita a uccidere tutti i possessori e regna incontrastata su tale mondo.
È doppiata da Manami Honda.

### Deus Ex Machina

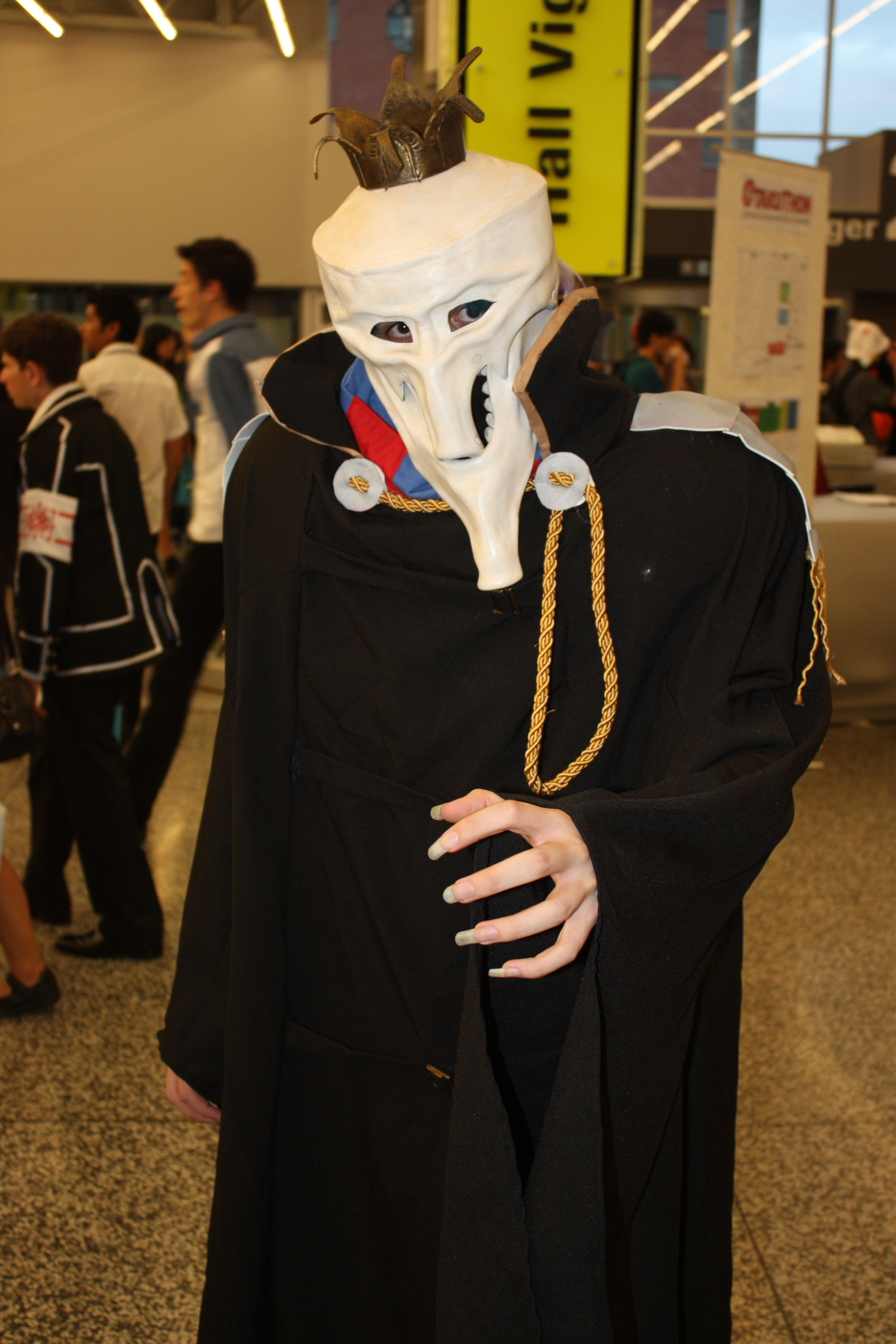
Cosplayer di Deus Ex Machina nel 2014

Deus Ex Machina (デウス エクス マキナ?, Deusu Ekusu Makina) è il Dio del Tempo e dello Spazio, organizzatore del Survival Game e creatore, insieme a John Bacchus, dei Diari del Futuro. Si scopre che il gioco è stato organizzato per trovare un nuovo Dio, in quanto Deus si sta a poco a poco dissolvendo. A dispetto della sua natura di divinità si dimostra immaturo e amante dei combattimenti. Infatti si diverte molto a vedere i concorrenti massacrarsi a vicenda.
Nel terzo mondo vive tra gli umani.
È doppiato da Tessho Genda.

### Masumi Nishijima
Masumi Nishijima (西島 真澄?, Nishijima Masumi) è l'investigatore capo della polizia di Sakurami e collaboratore di Keigo Kurusu. 
Nel terzo mondo è sposato con Minene e insieme hanno avuto due bambini. 
È doppiato da Makoto Ishii.